# QRF-Verband
Ein QRF-Verband war als schneller Eingreifverband (Quick Reaction Force) die operative Reserve des Kommandeurs einer regionalen Verantwortungszone (Regional Area Command, RAC) der ISAF in Afghanistan.

## Auftrag
Der Einsatz des QRF-Verbandes konnte in einem breiten Einsatzspektrum erforderlich werden von Aufklärungseinsätzen, Patrouillen oder Schutz von Konvois über Kontrolle gewaltbereiter Menschenmengen oder Evakuierungsmaßnahmen bis zur Bekämpfung militanter Kräfte. Der Verband bestand daher nicht nur aus Kampftruppen mit geschützten Radfahrzeugen und Schützenpanzern, auch Spezialisten gehörten zum Verband, um Kampfmittel wie Landminen oder Sprengfallen zu entschärfen, Hubschrauber einzuweisen oder die Einsätze von Kampfflugzeugen leiten zu können.
Wenn es die Lage erforderte, konnte der QRF-Verband auch in einzelne Einheiten aufgeteilt werden, die dann als sogenannte Task Units jeweils über die gesamten Fähigkeiten verfügten.
Außerdem leistete der Verband Ausbildungsunterstützung und Unterstützung für die Afghan National Security Forces (ANSF).

## QRF-Verband des Regionalkommandos Nord (RC Nord)
- Februar 2006 – 30. Juni 2008 gestellt durch Norwegen: Telemark-Bataillon (mechanisiertes Bataillon), ausgestattet mit Schützenpanzer vom Typ CV9030.

Von Juli 2008 bis Juli 2010 wurde der QRF-Verband durch Deutschland gestellt. Gegliedert war die schnelle Eingreiftruppe in zwei leichte Infanteriezüge, einen Zug gepanzerte Infanteriekräfte, einen Feuerunterstützungszug sowie einen Logistikzug und einen Sanitätszug. Bei Bedarf wurde der Verband durch zusätzliche Aufklärungs-, Sanitäts- und Pionierkräfte, Soldaten der Zivil-Militärischen-Zusammenarbeit (CIMIC) und der Feldjäger verstärkt.
Mit den Wahlen im Juli 2009 wuchs die QRF auf Bataillonsstärke mit einer Stabs-, Versorgungs- und Kampfunterstützungskompanie sowie zwei Infanteriekompanien mit je drei Zügen, davon je einer mit der Fähigkeit, die SPz Marder einzusetzen.
- 1. Juli – Ende 2008 (QRF 1): gestellt durch das Panzergrenadierbataillon 212 und Teile des Luftlandemörserzuges des Fallschirmjägerbataillons 373[1]
- Ende 2008 – März 2009 (QRF 2): gestellt durch das Gebirgsjägerbataillon 232
- April 2009 – März 2010 (QRF 3 und QRF 4): gestellt durch das Jägerregiment 1
- April 2010 – Oktober 2010 (QRF 5): gestellt durch das Gebirgsjägerbataillon 231 und Teile des Panzergrenadierbataillons 122
- April 2014 – Juli 2014 (QRF 245): gestellt durch das Panzergrenadierbataillon 212 und einen Zug vom Jägerregiment 1

Der Kommandeur des Regional Command North (RC North), Generalmajor Hans-Werner Fritz, stellte Anfang August 2010 das erste Ausbildungs- und Schutzbataillon (ASB) in Kunduz in Dienst. Gleichzeitig unterstellte er dem ASB die beiden Infanteriekompanien, die Aufklärungskompanie sowie Teile der Unterstützungskräfte des Regionalen Wiederaufbauteams (PRT) Kunduz. Das zweite ASB in Mazar-e-Sharif wurde am 1. November 2010 in Dienst gestellt und löste damit die QRF ab.
2014 wurde eine neue QRF aufgestellt aufgrund der Umstrukturierung aller Verbände im gesamten RC Nord.
Mitte Juli fand eine neue Umstrukturierung statt und die QRF bestand dann nur noch aus einer Kompanie die in den Unterstützungsverband MES eingegliedert wurde.
Gestellt wurde dieser ab Juli 2014 vom Panzergrenadierlehrbataillon 92 aus Munster.